# Мексика на летних Олимпийских играх 2012
Мексика на летних Олимпийских играх 2012 года была представлена в двадцати трёх видах спорта.
Наивысшим достижением мексиканцев на турнире стала победа сборной в Олимпийском футбольном турнире. Юношеская сборная Мексики в 2011 году выиграла чемпионат мира, в том же году молодёжная сборная заняла третье место на чемпионате мира, кроме того, сборная до 22 лет стала победительницей Панамериканских игр (среди сборных до 22 лет). Мексика, наряду с Бразилией, Уругваем и Испанией, считалась одним из фаворитов футбольного турнира. В финальном матче «трёхцветные» сумели обыграть сборную Бразилии 2:1. Это первая победа мексиканцев в данном виде спорта на Олимпийских играх.

## Награды

### Золото
| Золото | |                         |
| №      | Спортсмены | Вид спорта (дисциплина) |
| 1      | Хавьер Акино, Нестор Араухо, Нестор Видрио, Хосе Корона, Хавьер Кортес, Ирам Мьер, Орибе Перальта, Мигель Понсе, Диего Рейес, Хосе Родригес, Карлос Сальсидо, Джованни дос Сантос, Марко Фабиан, Дарвин Чавес, Исраэль Хименес, Рауль Хименес, Хорхе Энрике, Эктор Эррера | Футбол (мужчины)        |

### Серебро
| Серебро |                                 |                                                       |
| №       | Спортсмены                      | Вид спорта (дисциплина)                               |
| 1       | Иван Гарсия Херман Санчес       | Прыжки в воду (мужчины, синхронная вышка, 10 метров)  |
| 2       | Паола Эспиноса Алехандра Ороско | Прыжки в воду (женщины, синхронная вышка, 10 метров)  |
| 3       | Аида Роман                      | Стрельба из лука (женщины, индивидуальное первенство) |

### Бронза
| Бронза |                |                                                       |
| №      | Спортсмены     | Вид спорта (дисциплина)                               |
| 1      | Мариана Авития | Стрельба из лука (женщины, индивидуальное первенство) |
| 2      | Лаура Санчес   | Прыжки в воду (женщины, трамплин, 3 метра)            |
| 3      | Мария Эспиноса | Тхэквондо (женщины, свыше 67 кг)                      |

## Результаты соревнований

### Академическая гребля
В следующий раунд из каждого заезда проходили несколько лучших экипажей (в зависимости от дисциплины). В утешительный заезд попадали спортсмены, выбывшие в предварительном раунде. В финал A выходили 6 сильнейших экипажей, остальные разыгрывали места в утешительных финалах B-F.
Мужчины
| Соревнование | Спортсмены           | Предварительный заезд | Предварительный заезд | Предварительный заезд | Отборочный заезд | Отборочный заезд | Отборочный заезд | Четвертьфинал | Четвертьфинал | Четвертьфинал | Полуфинал     | Полуфинал     | Полуфинал     | Финал   | Финал   | Итоговое место |
| Соревнование | Спортсмены           | Заезд                 | Время                 | Место                 | Заезд            | Время            | Место            | Заезд         | Время         | Место         | Заезд         | Время         | Место         | Время   | Место   | Итоговое место |
| ------------ | -------------------- | --------------------- | --------------------- | --------------------- | ---------------- | ---------------- | ---------------- | ------------- | ------------- | ------------- | ------------- | ------------- | ------------- | ------- | ------- | -------------- |
| одиночки     | Патрик Лолигер Салас | 1                     | 6:51,78               | 3 Q                   | Не участвовал    | Не участвовал    | Не участвовал    | 2             | 7:00,20       | 4             | Полуфинал C/D | Полуфинал C/D | Полуфинал C/D | Финал C | Финал C | 14             |
| одиночки     | Патрик Лолигер Салас | 1                     | 6:51,78               | 3 Q                   | Не участвовал    | Не участвовал    | Не участвовал    | 2             | 7:00,20       | 4             | 2             | 7:29,82       | 2             | 7:20,10 | 2       | 14             |

Женщины
| Соревнование | Спортсмены | Отборочная гонка | Отборочная гонка | Четвертьфинал/ Дополнительная гонка | Четвертьфинал/ Дополнительная гонка | Полуфинал | Полуфинал | Финал | Финал |
| Соревнование | Спортсмены | Время            | Место            | Время                               | Место                               | Время     | Место     | Время | Место |
| ------------ | ---------- | ---------------- | ---------------- | ----------------------------------- | ----------------------------------- | --------- | --------- | ----- | ----- |
| Одиночки     |            |                  |                  |                                     |                                     |           |           |       |       |

### Бадминтон
Спортсменов — 1
Женщины
| Соревнование     | Спортсмены       | Групповой этап | Групповой этап | Групповой этап | 1/8 финала    | 1/4 финала    | 1/2 финала    | Финал         | Финал |
| Соревнование     | Спортсмены       | 1 матч         | 2 матч         | 3 матч         | 1/8 финала    | 1/4 финала    | 1/2 финала    | Финал         | Финал |
| Соревнование     | Спортсмены       | Соперник Счёт  | Соперник Счёт  | Соперник Счёт  | Соперник Счёт | Соперник Счёт | Соперник Счёт | Соперник Счёт | Место |
| ---------------- | ---------------- | -------------- | -------------- | -------------- | ------------- | ------------- | ------------- | ------------- | ----- |
| Одиночный разряд | Виктория Монтеро |                |                |                |               |               |               |               |       |

### Бокс
Спортсменов — 2
Мужчины
| Соревнование | Спортсмены    | Первый раунд                | Второй раунд              | Четвертьфинал            | Полуфинал            | Финал                |
| Соревнование | Спортсмены    | Соперник Результат          | Соперник Результат        | Соперник Результат       | Соперник Результат   | Соперник Результат   |
| ------------ | ------------- | --------------------------- | ------------------------- | ------------------------ | -------------------- | -------------------- |
| до 56 кг     | Оскар Вальдес | Шива Тхапа (IND) В 14-9     | Анвар Юнусов (TJK) В 13-7 | Джон Невин (IRL) П 13-19 | Завершил выступление | Завершил выступление |
| до 69 кг     | Оскар Молина  | Кастио Клейтон (CAN) П 8-12 | Завершил выступление      | Завершил выступление     | Завершил выступление | Завершил выступление |

### Борьба
Спортсменов — 2
Мужчины
Вольная борьба
| Соревнование | Спортсмены | Первый раунд       | Второй раунд       | Четвертьфинал      | Полуфинал          | Финал              |
| Соревнование | Спортсмены | Соперник Результат | Соперник Результат | Соперник Результат | Соперник Результат | Соперник Результат |
| ------------ | ---------- | ------------------ | ------------------ | ------------------ | ------------------ | ------------------ |
| до 60 кг     |            |                    |                    |                    |                    |                    |
| до 120 кг    |            |                    |                    |                    |                    |                    |

### Велоспорт
Спортсменов — 1

#### Шоссейный велоспорт
Мужчины
| Соревнование    | Спортсмены | Время | Место |
| --------------- | ---------- | ----- | ----- |
| групповая гонка |            |       |       |

### Водные виды спорта

#### Плавание
Спортсменов — 1
В следующий раунд на каждой дистанции проходят лучшие спортсмены по времени, независимо от места занятого в своём заплыве.
Женщины
| Соревнование   | Спортсмен         | Предварительный раунд | Предварительный раунд | Полуфинал | Полуфинал | Финал     | Финал |
| Соревнование   | Спортсмен         | Результат             | Место                 | Результат | Место     | Результат | Место |
| -------------- | ----------------- | --------------------- | --------------------- | --------- | --------- | --------- | ----- |
| 200 м на спине | Фернанда Гонсалес |                       |                       |           |           |           |       |

#### Прыжки в воду
Мужчины
| Соревнование                 | Спортсмены                  | Предварительный раунд | Предварительный раунд | Полуфинал | Полуфинал | Финал     | Финал |
| Соревнование                 | Спортсмены                  | Результат             | Место                 | Результат | Место     | Результат | Место |
| ---------------------------- | --------------------------- | --------------------- | --------------------- | --------- | --------- | --------- | ----- |
| Трамплин, 3 метра            |                             |                       |                       |           |           |           |       |
|                              |                             |                       |                       |           |           |           |       |
| Вышка, 10 метров             |                             |                       |                       |           |           |           |       |
|                              |                             |                       |                       |           |           |           |       |
| Синхронный трамплин, 3 метра | Яэль Кастильо Хулиан Санчес |                       |                       |           |           | 415,14    | 7     |
| Синхронная вышка, 10 метров  |                             |                       |                       |           |           |           |       |

Женщины
| Соревнование                | Спортсмены | Предварительный раунд | Предварительный раунд | Полуфинал | Полуфинал | Финал     | Финал |
| Соревнование                | Спортсмены | Результат             | Место                 | Результат | Место     | Результат | Место |
| --------------------------- | ---------- | --------------------- | --------------------- | --------- | --------- | --------- | ----- |
| Трамплин, 3 метра           |            |                       |                       |           |           |           |       |
|                             |            |                       |                       |           |           |           |       |
| Вышка, 10 метров            |            |                       |                       |           |           |           |       |
|                             |            |                       |                       |           |           |           |       |
| Синхронная вышка, 10 метров |            |                       |                       |           |           |           |       |

#### Синхронное плавание
Спортсменов — 2
| Соревнование | Спортсменки | Техническая программа | Техническая программа | Произвольная программа (предварительная) | Произвольная программа (предварительная) | Произвольная программа (предварительная) | Произвольная программа (предварительная) | Произвольная программа (Финал) | Произвольная программа (Финал) | Произвольная программа (Финал) | Произвольная программа (Финал) |
| Соревнование | Спортсменки | Очков                 | Место                 | Очков                                    | Место                                    | Всего очков                              | Место                                    | Очков                          | Место                          | Всего очков                    | Место                          |
| ------------ | ----------- | --------------------- | --------------------- | ---------------------------------------- | ---------------------------------------- | ---------------------------------------- | ---------------------------------------- | ------------------------------ | ------------------------------ | ------------------------------ | ------------------------------ |
| Дуэты        |             |                       |                       |                                          |                                          |                                          |                                          |                                |                                |                                |                                |

### Гимнастика
Спортсменов — 2

#### Спортивная гимнастика
Мужчины
| Соревнование          | Спортсмен       | Вольные упражнения | Вольные упражнения | Опорный прыжок | Опорный прыжок | Брусья | Брусья | Перекладина | Перекладина | Кольца | Кольца | Конь | Конь  | Абсолютное первенство | Абсолютное первенство |
| Соревнование          | Спортсмен       | Очки               | Место              | Очки           | Место          | Очки   | Место  | Очки        | Место       | Очки   | Место  | Очки | Место | Очки                  | Место                 |
| --------------------- | --------------- | ------------------ | ------------------ | -------------- | -------------- | ------ | ------ | ----------- | ----------- | ------ | ------ | ---- | ----- | --------------------- | --------------------- |
| абсолютное первенство | Даниэль Корраль |                    |                    |                |                |        |        |             |             |        |        |      |       |                       |                       |

Женщины
| Соревнование          | Спортсмен    | Вольные упражнения | Вольные упражнения | Бревно | Бревно | Брусья | Брусья | Опорный прыжок | Опорный прыжок | Абсолютное первенство | Абсолютное первенство |
| Соревнование          | Спортсмен    | Очки               | Место              | Очки   | Место  | Очки   | Место  | Очки           | Место          | Очки                  | Место                 |
| --------------------- | ------------ | ------------------ | ------------------ | ------ | ------ | ------ | ------ | -------------- | -------------- | --------------------- | --------------------- |
| абсолютное первенство | Эльза Гарсия |                    |                    |        |        |        |        |                |                |                       |                       |

### Гребля на байдарках и каноэ
Спортсменов — 1

#### Гребля на гладкой воде
Мужчины
| Соревнование | Спортсмены | Предварительный этап | Предварительный этап | Полуфиналы | Полуфиналы | Финал | Финал |
| Соревнование | Спортсмены | Время                | Место                | Время      | Место      | Время | Место |
| ------------ | ---------- | -------------------- | -------------------- | ---------- | ---------- | ----- | ----- |
| К-1, 1000 м  |            |                      |                      |            |            |       |       |

### Дзюдо
Спортсменов — 2
Соревнования по дзюдо проводились по системе на выбывание. Утешительные встречи проводились между спортсменами, потерпевшими поражение в четвертьфинале турнира. Победители утешительных встреч встречались в схватке за 3-е место со спортсменами, проигравшими в полуфинале в противоположной половине турнирной сетки.
Мужчины
| Категория | Спортсмены     | 1/32 финала        | 1/16 финала                             | 1/8 финала                        | Четвертьфинал        | Полуфинал            | Финал                | Место |
| Категория | Спортсмены     | Соперник Результат | Соперник Результат                      | Соперник Результат                | Соперник Результат   | Соперник Результат   | Соперник Результат   | Место |
| --------- | -------------- | ------------------ | --------------------------------------- | --------------------------------- | -------------------- | -------------------- | -------------------- | ----- |
| до 60 кг  | Набор Кастильо | Не участвовал      | Ратанакноми Кхом (CAM) поб. 1000 — 0000 | Элио Верде (ITA) пор. 0011 — 1011 | Завершил выступление | Завершил выступление | Завершил выступление | 9     |

Женщины
| Категория   | Спортсмены | 1/16 финала        | 1/8 финала         | Четвертьфинал      | Полуфинал          | Финал              | Место |
| Категория   | Спортсмены | Соперник Результат | Соперник Результат | Соперник Результат | Соперник Результат | Соперник Результат | Место |
| ----------- | ---------- | ------------------ | ------------------ | ------------------ | ------------------ | ------------------ | ----- |
| свыше 78 кг |            |                    |                    |                    |                    |                    |       |

### Конный спорт
Спортсменов — 4

#### Конкур
В каждом из раундов спортсменам необходимо было пройти дистанцию с разным количеством препятствий и разным лимитом времени. За каждое сбитое препятствие спортсмену начислялось 4 штрафных балла, за превышение лимита времени 1 штрафное очко (за каждые 5 секунд). В финал личного первенства могло пройти только три спортсмена от одной страны. В зачёт командных соревнований шли три лучших результата, показанные спортсменами во время личного первенства.
| Соревнование              | Спортсмены                                                        | Квалификация | Квалификация | Квалификация         | Квалификация         | Квалификация         | Квалификация          | Квалификация          | Квалификация         | Финал                | Финал                | Финал                | Финал                | Финал |
| Соревнование              | Спортсмены                                                        | 1 раунд      | 1 раунд      | 2 раунд              | Всего                | Всего                | 3 раунд               | Всего                 | Всего                | Финал A              | Финал A              | Финал B              | Всего                | Всего |
| Соревнование              | Спортсмены                                                        | Штраф        | Место        | Штраф                | Штраф                | Место                | Штраф                 | Штраф                 | Место                | Штраф                | Место                | Штраф                | Штраф                | Место |
| ------------------------- | ----------------------------------------------------------------- | ------------ | ------------ | -------------------- | -------------------- | -------------------- | --------------------- | --------------------- | -------------------- | -------------------- | -------------------- | -------------------- | -------------------- | ----- |
| Индивидуальное первенство | Альберто Мичан на Rosalia La Silla                                | 0            | 1 (Q)        | 0                    | 0                    | 1 (Q)                | 9                     | 9                     | 22 (Q)               | 4                    | 11 (Q)               | 0                    | 4                    | 5     |
| Индивидуальное первенство | Николас Писарро на Crossing Jordan                                | 4            | 42 (Q)       | 4                    | 8                    | 31 (Q)               | 20                    | 28                    | 44                   | Завершил выступление | Завершил выступление | Завершил выступление | Завершил выступление | 44    |
| Индивидуальное первенство | Федерико Фернандес на Victoria                                    | 5            | 53 (Q)       | 6                    | 11                   | 53                   | Завершил выступление  | Завершил выступление  | Завершил выступление | Завершил выступление | Завершил выступление | Завершил выступление | Завершил выступление | 53    |
| Индивидуальное первенство | Хайме Аскаррага на Gangster                                       | 12           | 67           | Завершил выступление | Завершил выступление | Завершил выступление | Завершил выступление  | Завершил выступление  | Завершил выступление | Завершил выступление | Завершил выступление | Завершил выступление | Завершил выступление | 67    |
| Командное первенство      | Альберто Мичан Николас Писарро Федерико Фернандес Хайме Аскаррага |              |              | 0 4 6 12             | 10                   | 9                    | Завершили выступление | Завершили выступление |                      |                      |                      |                      |                      | 9     |

### Лёгкая атлетика
Спортсменов —
Мужчины
| Дисциплина      | Спортсмен | Предварительный раунд | Предварительный раунд | Четвертьфиналы | Четвертьфиналы | Полуфиналы | Полуфиналы | Финал     | Финал |
| Дисциплина      | Спортсмен | Результат             | Место                 | Результат      | Место          | Результат  | Место      | Результат | Место |
| --------------- | --------- | --------------------- | --------------------- | -------------- | -------------- | ---------- | ---------- | --------- | ----- |
| 5 000 м         |           |                       |                       |                |                |            |            |           |       |
| 10 000 м        |           |                       |                       |                |                |            |            |           |       |
|                 |           |                       |                       |                |                |            |            |           |       |
| марафон         |           |                       |                       |                |                |            |            |           |       |
|                 |           |                       |                       |                |                |            |            |           |       |
|                 |           |                       |                       |                |                |            |            |           |       |
| ходьба на 20 км |           |                       |                       |                |                |            |            |           |       |
|                 |           |                       |                       |                |                |            |            |           |       |
|                 |           |                       |                       |                |                |            |            |           |       |
| ходьба на 50 км |           |                       |                       |                |                |            |            |           |       |
|                 |           |                       |                       |                |                |            |            |           |       |
|                 |           |                       |                       |                |                |            |            |           |       |
| прыжки в длину  |           |                       |                       |                |                |            |            |           |       |

Женщины
| Дисциплина | Спортсмен | Предварительный раунд | Предварительный раунд | Четвертьфиналы | Четвертьфиналы | Полуфиналы | Полуфиналы | Финал     | Финал |
| Дисциплина | Спортсмен | Результат             | Место                 | Результат      | Место          | Результат  | Место      | Результат | Место |
| ---------- | --------- | --------------------- | --------------------- | -------------- | -------------- | ---------- | ---------- | --------- | ----- |
| марафон    |           |                       |                       |                |                |            |            |           |       |
|            |           |                       |                       |                |                |            |            |           |       |
|            |           |                       |                       |                |                |            |            |           |       |

### Настольный теннис
Спортсменов — 1
Женщины
| Соревнование     | Спортсмены   | Предварительный раунд | Первый раунд       | Второй раунд       | Третий раунд       | Четвёртый раунд    | Четвертьфинал      | Полуфинал          | Финал              |
| Соревнование     | Спортсмены   | Соперник Результат    | Соперник Результат | Соперник Результат | Соперник Результат | Соперник Результат | Соперник Результат | Соперник Результат | Соперник Результат |
| ---------------- | ------------ | --------------------- | ------------------ | ------------------ | ------------------ | ------------------ | ------------------ | ------------------ | ------------------ |
| Одиночный разряд | Ядира Сильва |                       |                    |                    |                    |                    |                    |                    |                    |

### Парусный спорт
Спортсменов — 3
Соревнования по парусному спорту в каждом из классов состояли из 10 гонок, за исключением класса 49er, где проводилось 15 заездов. В каждой гонке спортсмены стартовали одновременно. Победителем каждой из гонок становился экипаж, первым пересекший финишную черту. Количество очков, идущих в общий зачёт, соответствовало занятому командой месту. 10 лучших экипажей по результатам 10 гонок попадали в медальную гонку, результаты которой также шли в общий зачёт. В случае если участник соревнований не смог завершить гонку ему начислялось количество очков, равное количеству участников плюс один. При итоговом подсчёте очков не учитывался худший результат, показанный экипажем в одной из гонок. Сборная, набравшая наименьшее количество очков, становится олимпийским чемпионом.
Мужчины
| Класс | Спортсмены         | Гонка | Гонка | Гонка | Гонка | Гонка | Гонка | Гонка | Гонка | Гонка | Гонка | Гонка         | Очки | Место |
| Класс | Спортсмены         | 1     | 2     | 3     | 4     | 5     | 6     | 7     | 8     | 9     | 10    | M             | Очки | Место |
| ----- | ------------------ | ----- | ----- | ----- | ----- | ----- | ----- | ----- | ----- | ----- | ----- | ------------- | ---- | ----- |
| RS:X  | Давид Мьер И Тиран | 32    | 27    | 30    | 35    | 28    | 27    | 28    | 32    | 30    | 20    | Не участвовал | 254  | 32    |
| Лазер |                    |       |       |       |       |       |       |       |       |       |       |               |      |       |

Женщины
| Класс        | Спортсмены | Гонка | Гонка | Гонка | Гонка | Гонка | Гонка | Гонка | Гонка | Гонка | Гонка | Гонка | Очки | Место |
| Класс        | Спортсмены | 1     | 2     | 3     | 4     | 5     | 6     | 7     | 8     | 9     | 10    | M     | Очки | Место |
| ------------ | ---------- | ----- | ----- | ----- | ----- | ----- | ----- | ----- | ----- | ----- | ----- | ----- | ---- | ----- |
| Лазер Радиал |            |       |       |       |       |       |       |       |       |       |       |       |      |       |

Использованы следующие сокращения:
- M — медальная гонка

### Современное пятиборье
Спортсменов — 2
Современное пятиборье включает в себя: стрельбу, плавание, фехтование, верховую езду и бег. Впервые в истории соревнования по современному пятиборью проводились в новом формате. Бег и стрельба были объединены в один вид — комбайн. В комбайне спортсмены стартовали с гандикапом, набранным за предыдущие три дисциплины (4 очка = 1 секунда). Олимпийским чемпионом становится спортсмен, который пересекает финишную линию первым.
Мужчины
| Соревнование              | Спортсмены | Фехтование | Фехтование | Фехтование | Плавание | Плавание | Плавание | Верховая езда | Верховая езда | Верховая езда | Комбайн  | Комбайн | Комбайн | Всего     | Всего |
| Соревнование              | Спортсмены | Побед      | Очки       | Место      | Время    | Очки     | Место    | Штраф         | Очки          | Место         | Время    | Очки    | Место   | Результат | Место |
| ------------------------- | ---------- | ---------- | ---------- | ---------- | -------- | -------- | -------- | ------------- | ------------- | ------------- | -------- | ------- | ------- | --------- | ----- |
| Индивидуальное первенство | Оскар Сото | 16         | 784        | 20         | 2:10,98  | 1232     | 29       | 24            | 1176          | 6             | 10:34,42 | 2464    | 7       | 5656      | 14    |

Женщины
| Соревнование      | Спортсмены  | Фехтование | Фехтование | Фехтование | Плавание  | Плавание | Плавание | Верховая езда | Верховая езда | Верховая езда | Комбайн   | Комбайн | Комбайн | Всего     | Всего |
| Соревнование      | Спортсмены  | Уколы      | Очки       | Место      | Результат | Очки     | Место    | Результат     | Очки          | Место         | Результат | Очки    | Место   | Результат | Место |
| ----------------- | ----------- | ---------- | ---------- | ---------- | --------- | -------- | -------- | ------------- | ------------- | ------------- | --------- | ------- | ------- | --------- | ----- |
| личное первенство | Тамара Вега |            |            |            |           |          |          |               |               |               |           |         |         |           |       |

### Стрельба
Мужчины
| Соревнование | Спортсмены | Квалификация | Квалификация | Финал | Всего     | Всего |
| Соревнование | Спортсмены | Результат    | Место        | Финал | Результат | Место |
| ------------ | ---------- | ------------ | ------------ | ----- | --------- | ----- |
| Скит         |            |              |              |       |           |       |

Женщины
| Соревнование                       | Спортсмены | Квалификация | Квалификация | Финал | Всего     | Всего |
| Соревнование                       | Спортсмены | Результат    | Место        | Финал | Результат | Место |
| ---------------------------------- | ---------- | ------------ | ------------ | ----- | --------- | ----- |
| Винтовка с трёх позиций, 50 метров |            |              |              |       |           |       |
| Пневматическая винтовка, 10 метров |            |              |              |       |           |       |
| Пневматический пистолет, 10 метров |            |              |              |       |           |       |

### Стрельба из лука
Спортсменов — 6
Мужчины
| Соревнование              | Спортсмены                                 | Квалификация | Квалификация | 1/32 финала        | 1/16 финала        | 1/8 финала                   | Четвертьфинал              | Полуфинал                 | Финал                               | Место |
| Соревнование              | Спортсмены                                 | Результат    | Место        | Соперник Результат | Соперник Результат | Соперник Результат           | Соперник Результат         | Соперник Результат        | Соперник Результат                  | Место |
| ------------------------- | ------------------------------------------ | ------------ | ------------ | ------------------ | ------------------ | ---------------------------- | -------------------------- | ------------------------- | ----------------------------------- | ----- |
| Индивидуальное первенство | Луис Альварес                              |              |              |                    |                    |                              |                            |                           |                                     |       |
| Индивидуальное первенство | Луис Велес                                 |              |              |                    |                    |                              |                            |                           |                                     |       |
| Индивидуальное первенство | Хуан Рене Серрано                          |              |              |                    |                    |                              |                            |                           |                                     |       |
| Командное первенство      | Луис Альварес Луис Велес Хуан Рене Серрано | 1995         | 7            |                    |                    | Малайзия (10) · поб. 216:211 | Франция (2) · поб. 220:212 | Италия (6) · пор. 215:217 | Республика Корея (1) · пор. 219:224 | 4     |

Женщины
| Соревнование              | Спортсмены                                   | Квалификация | Квалификация | 1/32 финала        | 1/16 финала        | 1/8 финала         | Четвертьфинал      | Полуфинал          | Финал              |
| Соревнование              | Спортсмены                                   | Результат    | Место        | Соперник Результат | Соперник Результат | Соперник Результат | Соперник Результат | Соперник Результат | Соперник Результат |
| ------------------------- | -------------------------------------------- | ------------ | ------------ | ------------------ | ------------------ | ------------------ | ------------------ | ------------------ | ------------------ |
| Индивидуальное первенство | Мариана Авития                               |              |              |                    |                    |                    |                    |                    |                    |
| Индивидуальное первенство | Алехандра Валенсия                           |              |              |                    |                    |                    |                    |                    |                    |
| Индивидуальное первенство | Аида Роман                                   |              |              |                    |                    |                    |                    |                    |                    |
| Командное первенство      | Мариана Авития Алехандра Валенсия Аида Роман |              |              |                    |                    |                    |                    |                    |                    |

### Тхэквондо
Спортсменов — 4
Мужчины
| Соревнование | Спортсмен    | Турнир       | 1/8 финала         | Четвертьфинал      | Полуфинал          | Финал              |
| Соревнование | Спортсмен    | Турнир       | Соперник Результат | Соперник Результат | Соперник Результат | Соперник Результат |
| ------------ | ------------ | ------------ | ------------------ | ------------------ | ------------------ | ------------------ |
| до 58 кг     | Диего Гарсия | За 1-е место |                    |                    |                    |                    |
| до 58 кг     | Диего Гарсия | За 3-е место |                    |                    |                    |                    |
| до 68 кг     | Эрик Осорнио | За 1-е место |                    |                    |                    |                    |
| до 68 кг     | Эрик Осорнио | За 3-е место |                    |                    |                    |                    |

Женщины
| Соревнование | Спортсмен      | Турнир       | 1/8 финала         | Четвертьфинал      | Полуфинал          | Финал              |
| Соревнование | Спортсмен      | Турнир       | Соперник Результат | Соперник Результат | Соперник Результат | Соперник Результат |
| ------------ | -------------- | ------------ | ------------------ | ------------------ | ------------------ | ------------------ |
| до 49 кг     | Ханнет Алегрия | За 1-е место |                    |                    |                    |                    |
| до 49 кг     | Ханнет Алегрия | За 3-е место |                    |                    |                    |                    |
| свыше 67 кг  | Мария Эспиноса | За 1-е место |                    |                    |                    |                    |
| свыше 67 кг  | Мария Эспиноса | За 3-е место |                    |                    |                    |                    |

### Тяжёлая атлетика
Спортсменов — 2
Мужчины
| Категория | Спортсмен   | Вес   | Рывок | Рывок | Рывок | Толчок | Толчок | Толчок | Всего | Место |
| Категория | Спортсмен   | Вес   | 1     | 2     | 3     | 1      | 2      | 3      | Всего | Место |
| --------- | ----------- | ----- | ----- | ----- | ----- | ------ | ------ | ------ | ----- | ----- |
| до 56 кг  | Хосе Монтес | 55.80 | 112   | 116   | 116   | 150    | 157    | 160    | 269   | 6     |

Женщины
| Категория | Спортсмен  | Вес   | Рывок | Рывок | Рывок | Толчок | Толчок | Толчок | Всего | Место |
| Категория | Спортсмен  | Вес   | 1     | 2     | 3     | 1      | 2      | 3      | Всего | Место |
| --------- | ---------- | ----- | ----- | ----- | ----- | ------ | ------ | ------ | ----- | ----- |
| до 63 кг  | Лус Акоста | 62.91 | 99    | 103   | 104   | 119    | 125    | 127    | 224   | 6     |

### Фехтование
Спортсменов — 2
Мужчины
| Соревнование          | Спортсмены    | 1/16 финала        | 1/8 финала         | Четвертьфиналы     | Полуфиналы         | Матч за 3-е место  | Финал              | Место |
| Соревнование          | Спортсмены    | Соперник Результат | Соперник Результат | Соперник Результат | Соперник Результат | Соперник Результат | Соперник Результат | Место |
| --------------------- | ------------- | ------------------ | ------------------ | ------------------ | ------------------ | ------------------ | ------------------ | ----- |
| Индивидуальная рапира | Даниэль Гомес |                    |                    |                    |                    |                    |                    |       |

Женщины
| Соревнование         | Спортсмены   | 1/16 финала        | 1/8 финала         | Четвертьфиналы     | Полуфиналы         | Матч за 3-е место  | Финал              | Место |
| Соревнование         | Спортсмены   | Соперник Результат | Соперник Результат | Соперник Результат | Соперник Результат | Соперник Результат | Соперник Результат | Место |
| -------------------- | ------------ | ------------------ | ------------------ | ------------------ | ------------------ | ------------------ | ------------------ | ----- |
| Индивидуальная сабля | Урсула Гомес |                    |                    |                    |                    |                    |                    |       |

### Футбол
Спортсменов — 18

#### Мужчины
Состав команды
| №              | Имя                | Клуб               | Дата рождения    | Возраст | Игр     | Голов   |
| Вратари        | Вратари            | Вратари            | Вратари          | Вратари | Вратари | Вратари |
| -------------- | ------------------ | ------------------ | ---------------- | ------- | ------- | ------- |
| 1              | Хосе Корона*       | Крус Асуль         | 26 января 1981   | 31      | 6       | -4      |
| 18             | Хосе Родригес      | Гвадалахара        | 4 июля 1992      | 20      | 0       | 0       |
| Защитники      |                    |                    |                  |         |         |         |
| 2              | Исраэль Хименес    | УАНЛ Тигрес        | 13 августа 1989  | 22      | 5       | 0       |
| 3              | Карлос Сальсидо*   | УАНЛ Тигрес        | 2 апреля 1980    | 32      | 6       | 0       |
| 4              | Ирам Мьер          | Монтеррей          | 25 августа 1989  | 22      | 6       | 0       |
| 5              | Дарвин Чавес       | Монтеррей          | 21 ноября 1989   | 22      | 6       | 0       |
| 13             | Диего Рейес        | Америка (Мехико)   | 19 сентября 1992 | 19      | 6       | 0       |
| 15             | Нестор Видрио      | Пачука             | 22 марта 1989    | 23      | 4       | 0       |
| 17             | Нестор Араухо      | Крус Асуль         | 28 августа 1991  | 21      | 0       | 0       |
| Полузащитники  |                    |                    |                  |         |         |         |
| 6              | Эктор Эррера       | Пачука             | 19 апреля 1990   | 22      | 3       | 1       |
| 7              | Хавьер Кортес      | УНАМ Пумас         | 20 июля 1989     | 22      | 1       | 1       |
| 11             | Хавьер Акино       | Крус Асуль         | 11 февраля 1990  | 22      | 6       | 1       |
| 14             | Хорхе Энрикес      | Гвадалахара        | 8 января 1991    | 21      | 6       | 1       |
| 16             | Мигель Понсе       | Гвадалахара        | 12 апреля 1989   | 23      | 5       | 0       |
| Нападающие     |                    |                    |                  |         |         |         |
| 8              | Марко Фабиан       | Гвадалахара        | 21 июля 1989     | 22      | 6       | 1       |
| 9              | Орибе Перальта*    | Сантос Лагуна      | 12 января 1984   | 28      | 6       | 4       |
| 10             | Джовани дос Сантос | Тоттенхэм Хотспур  | 11 мая 1989      | 23      | 5       | 3       |
| 12             | Рауль Хименес      | Америка (Мехико)   | 5 мая 1991       | 21      | 6       | 0       |
| Главный тренер |                    |                    |                  |         |         |         |
| Флаг Мексики   | Луис Фернандо Тена | Луис Фернандо Тена | 20 января 1958   | 54      |         |         |

Результаты
Группа B
|   | Команда          | И | В | Н | П | ГЗ | ГП | +/- | Очки |
| - | ---------------- | - | - | - | - | -- | -- | --- | ---- |
| 1 | Мексика          | 3 | 2 | 1 | 0 | 3  | 0  | +3  | 7    |
| 2 | Республика Корея | 3 | 1 | 2 | 0 | 2  | 1  | +1  | 5    |
| 3 | Габон            | 3 | 0 | 2 | 1 | 1  | 3  | -2  | 2    |
| 4 | Швейцария        | 3 | 0 | 1 | 2 | 2  | 4  | -2  | 1    |

| 26 июля 2012 14:30 UTC+1 | \| Мексика \| 0:0 Отчет \| Республика Корея \| | Стадион: Сент-Джеймс Парк, Ньюкасл Зрителей: 15 748 Судья: Селим Жедиди |
| Мексика                  | 0:0 Отчет                                      | Республика Корея                                                        |

| 29 июля 2012 14:30 UTC+1   | \| Мексика \| 2:0 (0:0) Отчёт \| Габон \| \| дос Сантос 63′, 90′ (пен.) \| Голы \| \| | Стадион: Стадион города Ковентри, Ковентри Зрителей: 28 171 Судья: Бен Уильямс |
| Мексика                    | 2:0 (0:0) Отчёт                                                                       | Габон                                                                          |
| дос Сантос 63′, 90′ (пен.) | Голы                                                                                  |                                                                                |

| 1 августа 2012 17:00 UTC+1 | \| Мексика \| 1:0 (0:0) Отчёт \| Швейцария \| \| Перальта 69′ \| Голы \| \| | Стадион: Миллениум, Кардифф Зрителей: 50 000 Судья: Равшан Ирматов |
| Мексика                    | 1:0 (0:0) Отчёт                                                             | Швейцария                                                          |
| Перальта 69′               | Голы                                                                        |                                                                    |

1/4 финала
| 4 августа 2012 14:30 UTC+1                             | \| Мексика \| 4:2 (д. в.) Отчёт \| Сенегал \| \| Энрикес 10′ · Акино 62′ · дос Сантос 98′ · Эррера 109′ \| Голы \| Конате 69′ · Бальде 76′ \| | Стадион: Уэмбли, Лондон Зрителей: 81 855 Судья: Марк Клаттенбург |
| Мексика                                                | 4:2 (д. в.) Отчёт | Сенегал                                                          |
| Энрикес 10′ · Акино 62′ · дос Сантос 98′ · Эррера 109′ | Голы | Конате 69′ · Бальде 76′                                          |

1/2 финала
| 7 августа 2012 17:00 UTC+1 | \| Япония \| 1:3 (1:1) Отчёт \| Мексика \| \| Оцу 12′ \| Голы \| Фабиан 31′ · Перальта 65′ · Кортес 90+3′ \| | Стадион: Уэмбли, Лондон Зрителей: 82 372 Судья: Джанлука Рокки |
| Япония                     | 1:3 (1:1) Отчёт                                                                                              | Мексика                                                        |
| Оцу 12′                    | Голы | Фабиан 31′ · Перальта 65′ · Кортес 90+3′                       |

Финал
| 11 августа 2012 15:00 UTC+1 | \| Бразилия \| 1:2 (0:1) Отчёт \| Мексика \| \| Халк 90+1′ \| Голы \| Перальта 1′, 75′ \| | Стадион: Уэмбли, Лондон Зрителей: 86 162 Судья: Марк Клаттенбург |
| Бразилия                    | 1:2 (0:1) Отчёт                                                                           | Мексика                                                          |
| Халк 90+1′                  | Голы                                                                                      | Перальта 1′, 75′                                                 |